# Francesco Orioli
Francesco Orioli (Vallerano, 18 marzo 1783 – Roma, 5 novembre 1856) è stato uno scienziato, fisico, filosofo, medico, archeologo, poeta, letterato, avvocato, giornalista e politico italiano.
Fu uno dei fondatori della Repubblica Romana.

## Biografia

De' paragrandini metallici, 1825 (Milano, Fondazione Mansutti).

Il padre, medico, lo condusse a Roma, dove si laureò brillantemente in legge. La professione non lo attraeva molto: lo troviamo, infatti, professore di fisica e filosofia nei seminari e nei licei dell'Urbe. Da Roma si trasferì a Perugia, dove si laureò in medicina.
Nel 1815 insegnò fisica all'Università di Bologna.
Nel 1831 partecipò con gli allievi all'insurrezione delle Romagne; successivamente fu eletto membro del governo provvisorio di Bologna, che fu sciolto in seguito all'intervento militare dell'Austria. Tentando di mettersi in salvo, Orioli salpò da Ancona diretto in Francia con un altro centinaio di rivoluzionari; ma il brigantino Isotta sul quale viaggiava venne catturato dall'allora capitano di vascello della marina austriaca Francesco Bandiera (padre dei due famosi fratelli Attilio ed Emilio) e tutti i rivoluzionari furono arrestati. Orioli venne incarcerato a Venezia. Poco dopo venne liberato, forse per mancanza di risultanze gravi sul suo conto.
Iniziò così l'errare di Francesco Orioli, costretto a fuggire da terra in terra, inneggiando sempre all'Italia unita.
Nella capitale francese fu professore di archeologia alla Sorbona. A Bruxelles insegnò psicologia. Soggiornò anche a Corfù, dove tenne un corso di fisica nell'università della città.
Quando il nuovo papa, Pio IX, nel 1846, concesse l'amnistia, l'Orioli poté tornare a Roma, dove tenne la cattedra di archeologia.
Le sue attitudini per il giornalismo non attesero molto per farsi notare, e così fondò un periodico politico che ebbe però vita breve, La Bilancia.
Massone ed esoterista, a sua volta iniziatore di una generazione di massoni, nel 1849 fu eletto deputato al parlamento della Repubblica Romana. Quando il governo pontificio fu restaurato, in riconoscimento dei suoi meriti, fu nominato Consigliere di Stato.
Morì a Roma il 5 novembre 1856.

## Opere
Pubblicò molti scritti di archeologia, fisica, medicina, filosofia, etc. Tra i più famosi sono da menzionare Dei sette re di Roma e del cominciamento del consolato (Firenze, 1839), Intorno le epigrafi italiane e l'arte di comporle (Roma, 1856).
Orioli prese parte alla polemica sui sistemi di prevenzione contro i fulmini e la grandine, che coinvolse anche Angelo Bellani, Paolo Beltrami, Giuseppe Demongeri, Alexandre Lapostolle, Le Normand, Giovanni Majocchi, Gaetano Melandri Contessi, Pietro Molossi, Giovanni Battista Nazari, Charles Richardot, Antonio Scaramelli, Charles Tholard e Alessandro Volta. Le compagnie assicurative usarono questi studi per valutare rischi e premi per i campi agricoli.

## Riconoscimenti
Il comune di Vallerano (VT) ha onorato Orioli con l'intitolazione di una delle vie principali del borgo antico, quella del Teatro comunale, e con l'apposizione di una lapide commemorativa sulla facciata della casa in cui lo scienziato nacque. A Viterbo un Istituto Statale di Istruzione Superiore -che comprende il Liceo Artistico e diversi indirizzi di Istituto Professionale- è intestato a Francesco Orioli, https://web.archive.org/web/20170223061740/http://www.orioli.gov.it/.